# Роднево
Роднево — деревня в Удомельском городском округе Тверской области России. Известна с 1478 года.

## География
Деревня находится в северной части области, в зоне хвойно-широколиственных лесов, в пределах северо-восточных отрогов Валдайской возвышенности, на северном берегу озера Деминец, на расстоянии примерно 12 километров (по прямой) на север-северо-запад от города Удомли, административного центра округа.

### Климат
Климат характеризуется как умеренно континентальный, с умеренно холодной снежной зимой и относительно тёплым летом. Среднегодовая температура воздуха — 3,5 °C. Средняя температура воздуха самого холодного месяца (января) — −9,8 °C (абсолютный минимум — −48 °C), средняя температура самого тёплого (июля) — 17,4 °С (абсолютный максимум — 36 °С). Годовое количество атмосферных осадков составляет в среднем 600—700 мм, из которых большая часть выпадает в тёплый период.

## История
Деревня была известна с 1478 года.
В 1859 году была владением помещиков Русиновых и Черимовых. Здесь было учтено дворов (хозяйств) 6 (1859 год), 5 (1886), 7 (1911), 17 (1958), 8 (1986), 7 (2000). В советский период истории здесь действовали колхозы «Прогресс» и им. Калинина. До 2015 года входила в состав Порожкинского сельского поселения до упразднения последнего. С 2015 года в составе Удомельского городского округа.

## Население
| 2010 |
| ---- |
| 10   |

### Историческая численность населения
Численность населения: 62 человека (1859 год), 30 (1886), 39 (1911), 50(1958), 14 (1986), 6 (русские 100 %) в 2002 году, 10 в 2010.

## Инфраструктура
Личное подсобное хозяйство с зоной сельскохозяйственного использования, индивидуальная застройка усадебного типа.

## Транспорт
Просёлочная дорога.